# Tsuritama
Tsuritama (つり球,?, let. Sfera da pesca) è una serie televisiva anime prodotta dalla A-1 Pictures e andata in onda per la prima volta in Giappone tra il 12 aprile e il 28 giugno del 2012

## Trama
Yuki Sanada è uno studente delle scuole superiori che vive con la nonna. Il lavoro di sua nonna, tuttavia li costringe a trasferirsi continuamente in tutto il Giappone, rendendo Yuki incapace di farsi degli amici o far durare qualsiasi rapporto umano. Ogni volta che ci prova, Yuki finisce per essere troppo timido o troppo nervoso, facendo pensare al suo interlocutore di essere arrabbiato per qualche motivo. Appena arrivato sull'isola di Enoshima, Yuki incontra uno strano ragazzo di nome Haru, anche lui appena trasferitosi, che dice di essere un alieno. Haru porta sempre con sé una boccia con un pesce rosso sulla propria testa e spara alle persone con una pistola ad acqua. Haru in qualche modo convince la nonna di Yuki a lasciarlo vivere nella sua grande casa, cosa che in realtà fa sentire Yuki a disagio. I due diventano inoltre amici di un giovane pescatore chiamato Natsuki Usami, soprannominato "Il principe pescatore". Un ragazzo indiano di nome Akira osserva Haru da lontano insieme alla sua anatra Tapioca.

## Personaggi

### Protagonisti
Yuki Sanada (真田 ユキ?, Sanada Yuki)
Doppiato da: Ryōta Ōsaka
Yuki ha i capelli rossi e non è in grado di stabilire rapporti sociali, dato che ogni volta che tenta di stringere amicizia diventa nervoso e finisce per spaventare i suoi interlocutori. Yuki è un po' spaventato da Natsuki, mentre pensa che Haru sia troppo strano e non gli piace che lui lo consideri suo amico. Vive con sua nonna francese, ed ama l'aria ed il mare di Enoshima.
Haru (ハル?)
Doppiato da: Miyu Irino
Haru ha i capelli biondi ed è una persona estremamente allegra e carismatica. È uno studente appena trasferito, come Yuki, e racconta di essere un alieno. A parte questo, Haru è veramente strano: porta sempre con sé sulla testa una boccia con un pesce rosso, a cui fa riferimento come a suo fratello, e quando non gli piace il comportamento di qualcuno lo spara in faccia con una pistola ad acqua. Sembra essere in grado di utilizzare la telepatia.
Natsuki Usami (宇佐美 夏樹?, Usami Natsuki)
Doppiato da: Kōki Uchiyama
Nativo di Enoshima, Natsuki ha i capelli neri e gli occhiali, ed ha costantemente un'espressione irritata. Non sembra avere molti amici, ma è molto famoso per aver partecipato a vari tornei nazionali di pesca, che gli hanno fatto guadagnare il soprannome di "principe pescatore". Sua sorella Sakura, sembra essere l'unica ad avere un qualche ascendente su di lui.
Akira Agarkar Yamada (アキラ・アガルカール・山田?, Akira Agarukāru Yamada)
Doppiato da: Tomokazu Sugita
Un misterioso principe indiano, sempre accompagnato da un'anatra chiamata Tapioca e dai suoi servitori, che continua ad osservare da lontano Haru. Benché abbia 25 anni, si trasferisce a studiare nella stessa classe di Yuki.
Coco (ココ?, Koko)
Doppiato da: Emiri Katō
Sorella minore di Haru. Anche lei ha l'abitudine di sparare le persone con una pistola ad acqua a forma di papera.
Misaki (海咲?)
Doppiato da: Miina Tominaga
Commessa in un negozio di pesca chiamato "Hemingway".
Sakura Usami (宇佐美 さくら?, Usami Sakura)
Doppiato da: Yui Ogura
Sorella di Natsuki, a cui il fratello è molto affezionato.
Erika (えり香?)
Doppiato da: Nozomi Yamamoto
Compagna di classe di Yuki, a cui è seduta vicino.
Kate (ケイト?, Keito)
Doppiato da: Fumi Hirano
Nonna di Yuki. È francese, ed è dotata di una personalità molto calma ed allegra.
Tamotsu Usami (宇佐美 保?, Usami Tamotsu)
Doppiato da: Shirō Saitō
Padre di Natsuki e Sakura. Per qualche strana ragione, lui e Natsuki hanno un rapporto molto teso.
Pesce rosso (金魚?, Kingyo)
Doppiato da: Emiri Katō
Pesce rosso di Haru.

## Anime
L'anime è stato trasmesso nel blocco noitaminA su Fuji TV fra il 12 aprile e il 28 giugno 2012. La sigla di apertura è "Tsurezure Monochrome" di Fujifabric, mentre quella di chiusura: "Sora mo Toberu Hazu" dei Sayonara Ponytail. Aniplex ha pubblicato la serie su DVD/Blu-ray in sei volumi dal 27 giugno 2012 all'11 novembre 2012. Section23 Films ha pubblicato l'intera serie il 20 agosto 2013.

### Episodi
| Nº | Titolo italiano (traduzione letterale) Giapponese 「Kanji」 - Rōmaji                    | In onda        | In onda |
| Nº | Titolo italiano (traduzione letterale) Giapponese 「Kanji」 - Rōmaji                    | Giapponese     |         |
| 1  | Pesca Paranoica 「テンパってフィッシング」 - Tenpatte fisshingu                         | 12 aprile 2012 |         |
| 2  | L'esasperante nodo Uni 「悔しくてユニノット」 - Kuyashikute yuni notto                  | 19 aprile 2012 |         |
| 3  | Lancio in solitaria 「寂しくてキャスティング」 - Samishikute kyasutingu                 | 26 aprile 2012 |         |
| 4  | Recupero furibondo 「ムカついてランディング」 - Muka tsuite randingu                    | 3 maggio 2012  |         |
| 5  | Strattonamento demoralizzato 「へこたれてジャーキング」 - Hekotarete jākingu            | 10 maggio 2012 |         |
| 6  | Splash sconvolgente 「戦慄のスプラッシュ」 - Senritsu no supurasshu                     | 17 maggio 2012 |         |
| 7  | Conto alla rovescia doloroso 「切なくてカウントダウン」 - Setsunakute kauntodaun        | 24 maggio 2012 |         |
| 8  | Lieto litigio 「嬉しくてファイティング」 - Ureshikute faitingu                          | 31 maggio 2012 |         |
| 9  | Assalto Sottomarino 「衝撃のアンダーウォーター」 - Shōgeki no andāwōtā                  | 7 giugno 2012  |         |
| 10 | La nostra attrezzaura 「俺たちのタックル」 - Oretachi no takkuru                        | 14 giugno 2012 |         |
| 11 | Il gigantesco pesce della leggenda 「伝説のビッグフィッシュ」 - Densetsu no biggufisshu | 21 giugno 2012 |         |
| 12 | Pesca d'addio 「さよならのフィッシング」 - Sayonara no fisshingu                        | 28 giugno 2012 |         |

## Colonna sonora
Sigla di apertura
- Tsurezure Monochrome (徒然モノクローム?) cantata da FUJIFABRIC

Sigla di chiusura
- Sora mo Toberu Hazu (空も飛べるはず?) cantata dai Sayonara Ponytail